# عنقود مجرات الجاثي العظيم
عنقود مجرات الجاثي العظيم (بالإنجليزية: Herkules super cluster ) هو عنقود مجري عظيم يحوي عدة تجمعات من المجرات، وهو يعتبر جزء من تجمع أكبر يسمى السور الكبير The great wall . ويتكون عنقود مجرات الجاثي العظيم من عنقوجين عظيمين للمجرات تسمى BAS 11 وBAS 13. ويبلغ اتساع عنقود مجرات الجاثي العظيم نحو 100 مليون فرسخ فلكي
```
وتبلغ المادة فيه ما يعادل كتلة 7,6×10
15
 
كتلة شمسية
.
```

## عناقيد مجرات
يتكون BAS 11 من العناقيد المجرية:
- Abell 2107
- عنقود هيركليز المجري

كما توجد العناقيد المجرية التالية في عنقود مجرات الجاثي العظيم:
- Abell 2055
- Abell 2063
- Abell 2107
- أبيل 2147
- Abell 2152
- Abell 2162
- Abell 2197
- أبيل 2199

يشاهد عنقود مجرات الجاثي العظيم في اتجاه كوكبة الجاثي
Herkules ولكنه أبعد منها بكثير عنا، فالمسافة بينه وبيننا تقدر بنحو 330 مليون سنة ضوئية.
بالمقارنة بعناقيد المجرات المحلية نجد ان عنقود الجاثي أكبر بكثير، حيث يبلغ قطره نحو 330 مليون فرسخ فلكي. ويوجد بالقرب منه ما يسمى «الفراغ المحلي العظيم الشمالي» ، وهو فراغ (فقاعة) في نفس حجم العنقود المجري العظيم، وهو يكاد أن يكون خاليا من المجرات.
 تمكن بالرصد تعيين الانزياح الأحمر لأطياف العديد من مجرات عنقود مجرات الجاثي العظيم ووجد أنها بين 0.0304 و 0.0414.
يحوي عنقود مجرات الجاقثي العظيم التجمعات المجرية أبيل 2147,و عنقود هيركليز المجري (Hercules Cluster), و Abell 2152 عنقود مجرات .
كما اكتشف وتر طويل مكون من مجرات متراصة تربط بين هذه المجموعة وبين تجمعي مجرات Abell 2197 وAbell A2199 .
يوجد العنقود Abell 2162 في التجمع القريب الإكليل الشمالي (كوكبة) وهما ينتميان أيضا إلى عنقود مجرات الجاثي العظيم.
يوجد عنقود مجرات الجاثي العظيم بالقرب من عنقود مجرات كوما العظيم ، وكلاهما يعتبر جزءا مما يسمى السور الكبيرCfA2
.

## اقرأ أيضا
- عنقود مجرات هورولوغيوم العظيم
- عنقود مجرات كوما العظيم
- عنقود مجرات عظيم